# Albaniens centralbank
Albaniens centralbank (på albanska Banka e Shqipërisë, på engelska Bank of Albania) är Albaniens centralbank.

## Historia
Albanien har haft en centralbank ända sedan 1913. Den första centralbanken var ett samarbete mellan regeringen och de två bankerna Wienner Bank Verein (Österrike-Ungern) och Banca Commerciale Italiana (Italien).
Denna centralbank blev emellertid ersatt 1925 av Banka Kombëtare e Shqipërisë, därefter av Banka e Shtetit Shqiptar  från 1944, som fungerade både som centralbank och som kommersiell bank.
Centralbanksystemet i Albanien kan dock spåras tillbaka till år 1863 då de första försöken med att etablera en centralbank gjordes.

## Uppgifter och målsättningar
Bankens uppgifter är i dag att:
- utarbeta och implementera landets penningpolitik
- tryckning av pengar
- administrera statens reserver (statskassan)
- utarbeta och implementera landets valutapolitik
- styra upp licenserna för att bedriva bankverksamhet och övervaka bankerna i landet

Albaniens penningpolitik har som huvudmål att upprätthålla en låg och stabil inflation.

## Centralbankschefer
Sedan april 2017 är Gent Sejko centralbankschef. Han blev utnämnd den 5 februari 2015. Förste vice centralbankschef Elisabeta Gjoni fungerade som centralbankschef i september 2014 då den tidigare centralbankschefen Ardian Fullani greps i samband med förskingringsbrott av en av centralbankens nyanställda.
Elisabeta Gjoni är förste vice centralbankschef. Hon ersatte Fatos Ibrahimi i befattningen i december 2011.
Tidigare centralbankschefer:
- Elisabeta Gjoni (september 2014–februari 2015) (vikarie)
- Ardian Fullani (2004–2014)
- Shkëlqim Cani (1997–2004)
- Qamil Tusha (1997–1997)
- Kristaq Luniku (1994–1997)
- Dylber Vrioni (1993–1994)
- Ilir Hoti (1992–1993)